# Miskolc
Miskolc ([ˈmiʃkolts], en slovaque : Miškovec) est une localité de Hongrie, ville de droit comital et  chef-lieu du district de Miskolc et du comitat de Borsod-Abaúj-Zemplén. Elle est située dans le Nord-Est du pays, à l'est du Bükk et au nord de l'Alföld. Sa population s'élevait à 169 226 habitants en 2010.
L'histoire de Miskolc est étroitement liée aux industries lourdes, mais aussi à son rôle de carrefour culturel et commercial reliant la grande plaine hongroise aux Carpates occidentales.

## Site
Miskolc occupe une position de carrefour entre différentes régions géographiques : à l'est du massif du Bükk, dans la vallée des rivières Sajó, Hejő et Szinva, au nord de l'Alföld. 
Les limites administratives de la ville dessinent un périmètre d'une surface totale de 236,67 km2, dont la zone la plus urbanisée représente 58,02 km2. Miskolc a intégré progressivement de nombreuses localités situées dans son aire urbaine (Diósgyőr et Hejőcsaba en 1945 ; Görömböly, Szirma et Hámor en 1950 ; Bükkszentlászló en 1981).
La déclivité est progressive, la différence de niveau entre le point le plus haut et le point le plus bas est d'environ 800 mètres. Le point culminant de Miskolc est le Borovnyák-tető (945 m) et le point le plus bas se situe dans le lit du Sajó (110–120 m).

## Nom et attributs

### Toponymie
Miskolc tire son nom du clan Miskóc, une des branches du clan Bors. La première occurrence connue du toponyme remonte à la Gesta Hungarorum (« que nunc uocatur miscoucy », 1173). 

### Héraldique
| Blason de Miskolc | Blason  |                                                       |
| Blason de Miskolc | Détails | Officiel                                              |
| Blason de Miskolc | Alias   | Blasonnement inconnu Armes avec ornements extérieurs. |

## Histoire
Miskolc est une ville très ancienne, les recherches archéologiques montrent des traces paléolithiques, prouvant une occupation humaine depuis 70 000 ans. Relevant l'une des plus anciennes zones habitées d'Europe. Ses premiers occupants connus furent les Cotini, une tribu celte.
L'occupation hongroise débuta à la fin du IXe siècle. Ils trouvèrent dans cette région une population majoritairement slave qui vivait autour de Sötétkapu, à côté de Papszer et autour de Tetemvár. Sur le site actuel du château Diósgyőr, il y avait déjà une colinne fortifiée 
L'endroit portant le nom de Miskóc, est mentionné pour la première fois aux alentours de 1173 par l'historien Anonymus dans la Gesta Hungarorum («que nunc uocatur miscoucy»). C'est le clan Miskóc, qui était l'une des branches du clan Bors, qui a également donné son nom au comté. Le clan a perdu la région en 1312 parce qu'il était en faveur de Máté Csák contre le roi Charles Ier. Le roi a fait don du domaine à la famille Széchy à Rimaszéc. Ils ont acquis pour la première fois les droits de justice et le droit d'organiser des marchés à Miskolc.
Miskolc a été élevé au rang de ville en 1365 par le roi Louis Ier, en étant déclarée oppidum, c'est-à-dire un bourg de marché, avec le droit d'élire des juges et des notaires. C'est à peu près au même moment que le château voisin de Diósgyőr a été rénové. Le roi a également annexé la ville au domaine de la couronne de Diósgyőr, qui restera propriété royale jusqu'en 1848. 
Dans sa charte du 2 octobre 1435, le roi Sigismond accorda à Miskolc le droit de justice. La ville a commencé à se développer rapidement. Ainsi à la fin du XVe siècle, elle comptait déjà 2 000 habitants, mais le développement s'est ralenti pendant l'occupation turque. En 1544, les Turcs ont brûlé la ville et l'ont forcée à se rendre. Miskolc a été taxé par les Turcs jusqu'à sa libération en 1687, bien que le château de Diósgyőr ait été regagné en 1674. La ville est devenue un important centre viticole pendant cette période, et à la fin du XVIIe siècle, il y avait déjà 13 compagnies. À la fin de l'époque turque, la population avait atteint celle de Košice à cette époque.
Pendant la guerre d'indépendance, le prince François II Rákóczi installa son quartier général à Miskolc pour une courte période (du 18 janvier au 15 mars 1704). Le 25 septembre 1706, les Autrichiens volent et incendient la ville et en 1711, une épidémie de choléra anéanti la moitié de la population. Miskolc a ensuite recommencé à prospérer. En 1724, le comitat de Borsod a choisi Miskolc, un bourg central avec une grande population, comme emplacement pour la construction de sa préfecture. Le premier recensement effectué en 1786 a enregistré 2 414 maisons et 14 179 habitants dans la ville.
Plusieurs bâtiments importants ont été construits au cours du XVIIIe et du XIXe siècle, dont l'hôtel de ville, la nouvelle préfecture (vers 1820), le théâtre (le premier théâtre en pierre du pays aujourd'hui, le premier a été construit à Cluj-Napoca qui était encore une ville hongroise à l'époque), la synagogue, plusieurs écoles et des églises. L'introduction de l'éclairage au gaz a commencé en 1867, la ligne de chemin de fer Hatvan - Miskolc a été mise en service le 9 janvier 1870, avec laquelle la ville était reliée à Pest, et en 1874, le premier téléphone a été connecté à Miskolc. 
Cependant, ces années n'ont pas seulement apporté le développement de la ville. Car plusieurs catastrophes ont frappé Miskolc, une épidémie de choléra a éclaté à nouveau en 1873 et en 1878 une énorme inondation a fait des centaines de morts. L'inondation a également détruit de nombreux bâtiments, mais des bâtiments plus beaux et plus grands ont été construits à leur place. En juillet 1897, le premier service de tramway démarre à Miskolc, le troisième du pays (après Budapest et Bratislava), entre la gare de Miskolc-Tiszai et Szent Anna tér, et entre Szeles utca et Népkert. La première guerre mondiale affecte indirectement la ville, causant la mort de nombreux habitant de miskolc sur le front et dans l'épidémie de choléra.
Après le règlement administratif de 1886, Miskolc était la seule ville de Hongrie avant Trianon, qui, en raison de sa croissance extrêmement dynamique, a pu passer d'une ville à conseil réglementé à une ville à pouvoirs législatifs en 1909.
L'Institut pénitentiaire (actuellement l'Institut pénitentiaire du comitat du Borsod-Abaúj-Zemplén) a été fondé en 1902.
Pendant la Première Guerre mondiale furent construits l'hôpital et le cimetière militaires du choléra de Miskolc
En 1946, le 30 juillet et le 1er août, soit après la Seconde Guerre mondiale, des difficultés économiques et un antisémitisme latent parmi certains habitants aboutissent au pogrom de Miskolc. Ces émeutes anti-juives conduisent à la mort d'un juif accusé de pratiquer le marché noir et d'un policier juif, tous deux lynchés par la foule. Elles firent également un blessé.
Diósgyőr et Hejőcsaba ont été rattachés à la ville en 1945. Puis Görömböly, Szirmá et Hámor en 1949. L'Académie des Mines, déplacée de Banská Štiavnica à Sopron, est amenée à l'Est de la ville, car jugée trop proche de la frontière ouest. Elle s'appelait alors l'Université technique de l'industrie lourde. Dans les décennies qui ont suivi, la ville est devenue la deuxième ville la plus peuplée et la cinquième plus grande du pays pendant six ans, avec plus de 210 000 habitants dans les années 1980. À partir de 1983, la population de la ville a continué de baisser pour atteindre 157 000 habitants en 2017. Il a atteint son niveau actuel en 1981, lorsque Bükkszentlászló a été ajouté.

## Population
| 1870   | 1880   | 1890   | 1900   | 1910   | 1920   |
| ------ | ------ | ------ | ------ | ------ | ------ |
| 31 061 | 34 086 | 42 970 | 61 767 | 76 804 | 85 761 |

| 1930   | 1941    | 1949    | 1960    | 1970    | 1980    |
| ------ | ------- | ------- | ------- | ------- | ------- |
| 94 539 | 115 397 | 109 841 | 144 741 | 181 398 | 208 103 |

| 1990    | 2001    | 2011    | 2022    | 2024    | - |
| ------- | ------- | ------- | ------- | ------- | - |
| 196 442 | 184 125 | 167 754 | 147 533 | 143 502 | - |

## Équipements

### Éducation
Miskolc comporte une université (Miskolci Egyetem).

### Transports

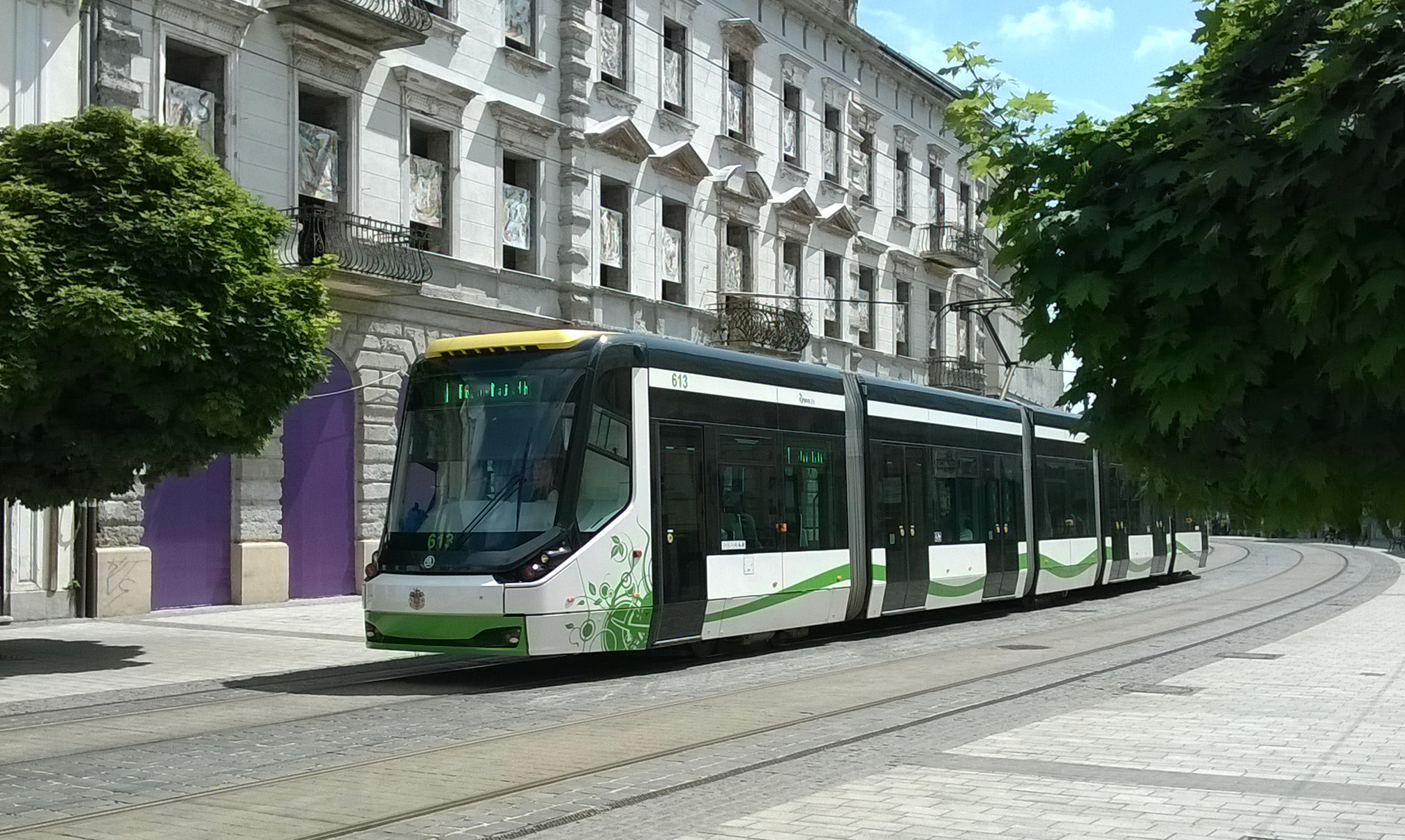
Tram de Miskolc.

La ville est dotée de deux lignes de tramway et de 36 lignes de bus.
Miskolc abrite la gare de Miskolc-Gömöri et la gare de Miskolc-Tiszai desservie par des trains interurbains et express vers Budapest et Debrecen et la Slovaquie.
Miskolc dispose également d'une gare de triage.
Miskolc est traversée par l'autoroute M3 et par l'autoroute M30.
L'aéroport international de Budapest-Ferenc Liszt est à 180 kilomètres, l’aéroport international de Košice en Slovaquie est à 80 kilomètres.

## Économie
Bien que Miskolc soit généralement considéré comme une cité industrielle, et bien que le développement principal soit lié à l'industrialisation pendant la période socialiste, l'industrie (y compris la métallurgie) a une longue histoire avec la ville.
En récession actuellement, à la suite de la dissolution de l'URSS.
Robert Bosch GmbH et S. C. Johnson y sont implantés actuellement.

## Organisation administrative

### Quartiers et localités associées
Les quartiers de Miskolc sont les suivants :
- Avas
- Bábonyi-bérc
- Belváros (centre-ville)
- Bodótető
- Csabai kapu
- Diósgyőr
- Diósgyőr-Vasgyár
- Egyetemváros
- Görömböly
- Győri kapu
- Hejőcsaba
- Kilián városrész
- Komlóstető
- Lyukóvölgy
- Majláth
- Martinkertváros
- Miskolctapolca
- Pereces
- Selyemrét
- Szentpéteri kapu
- Tetemvár
- Vologda városrész
- Zsarnai telep
- Zsolcai kapu

De nombreuses localités ont été rattachées administrativement à Miskolc après la Seconde Guerre mondiale. Situées en grande périphérie, leur urbanisation n'est parfois pas continue avec celle de la ville.
- Lieux-dits de l'ancienne localité de Hámor (1950) : Alsóhámor, Felsőhámor, Lillafüred, Ómassa
- Bükkszentlászló (1981)
- Szirma (1950)

## Patrimoine

### Monuments historiques
La plupart des édifices notables de Miskolc se situe sur l'artère commerçante Széchenyi István út (plus connue sous ses surnoms Széchenyi utca ou Fő utca), ainsi que dans un rayon d'un kilomètre. Il en va notamment de l'architecture civile, au premier rang de laquelle l'Hôtel de ville, la Gare de Miskolc-Tiszai ou encore le Théâtre national. On trouve également dans l'hyper-centre (quartier Belváros) les principaux lieux de culte de Miskolc, tels les temples réformé et luthérien, l'imposante église paroissiale ou encore la Synagogue de Kazinczy utca. L'on dénombre également dans ce secteur de nombreux hôtels particuliers, palais et boutiques, témoins du passé commerçant glorieux de la ville : les maisons Grünfeld, Majzler et Weisz, le Palais forestier, le Palais Weidlich, la boutique Ecker-Klein-Sugár ou encore les hôtels particuliers Almássy et Dőry.
Deux églises notables se situent à proximité immédiate de Belváros : le temple réformé gothique construit sur les pentes de l'Avas et que l'on peut voir d'Erzsébet tér, ou encore le Temple plancher (Deszkatemplom), une église en bois construite dans un style transylvanien. Miskolc compte d'autres édifices notables en grande périphérie : le Château de Diósgyőr et l'Hôtel du Palais de Lillafüred à l'ouest de la ville.

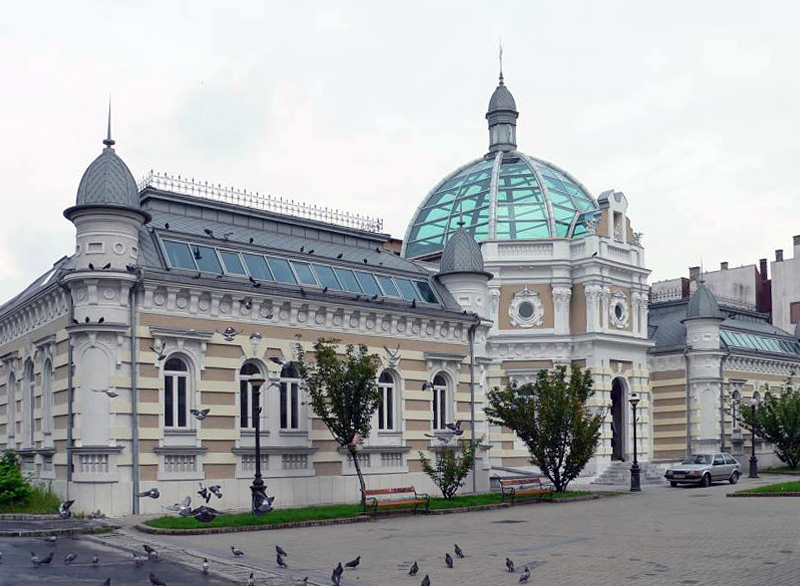
Les thermes
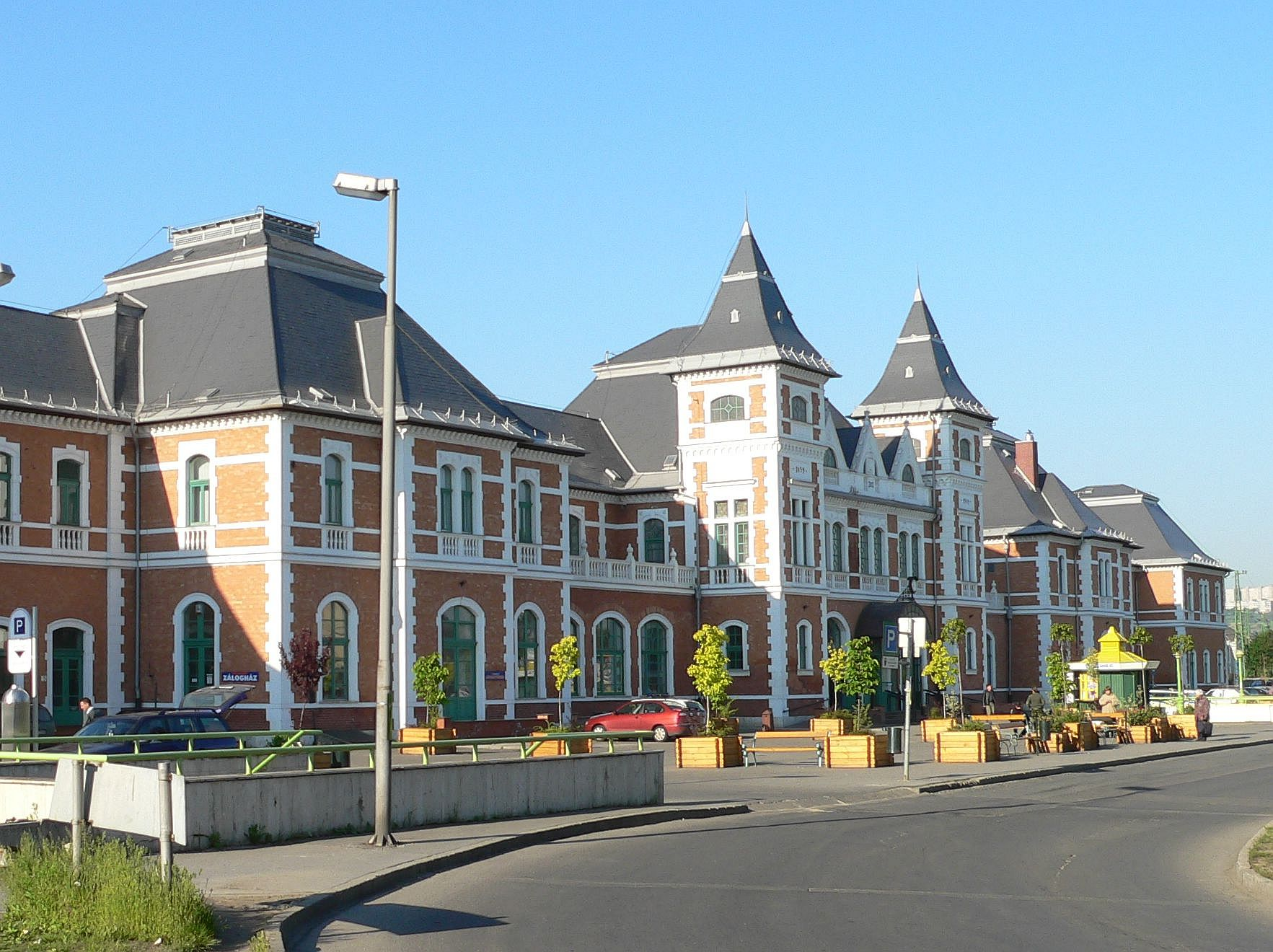
La gare
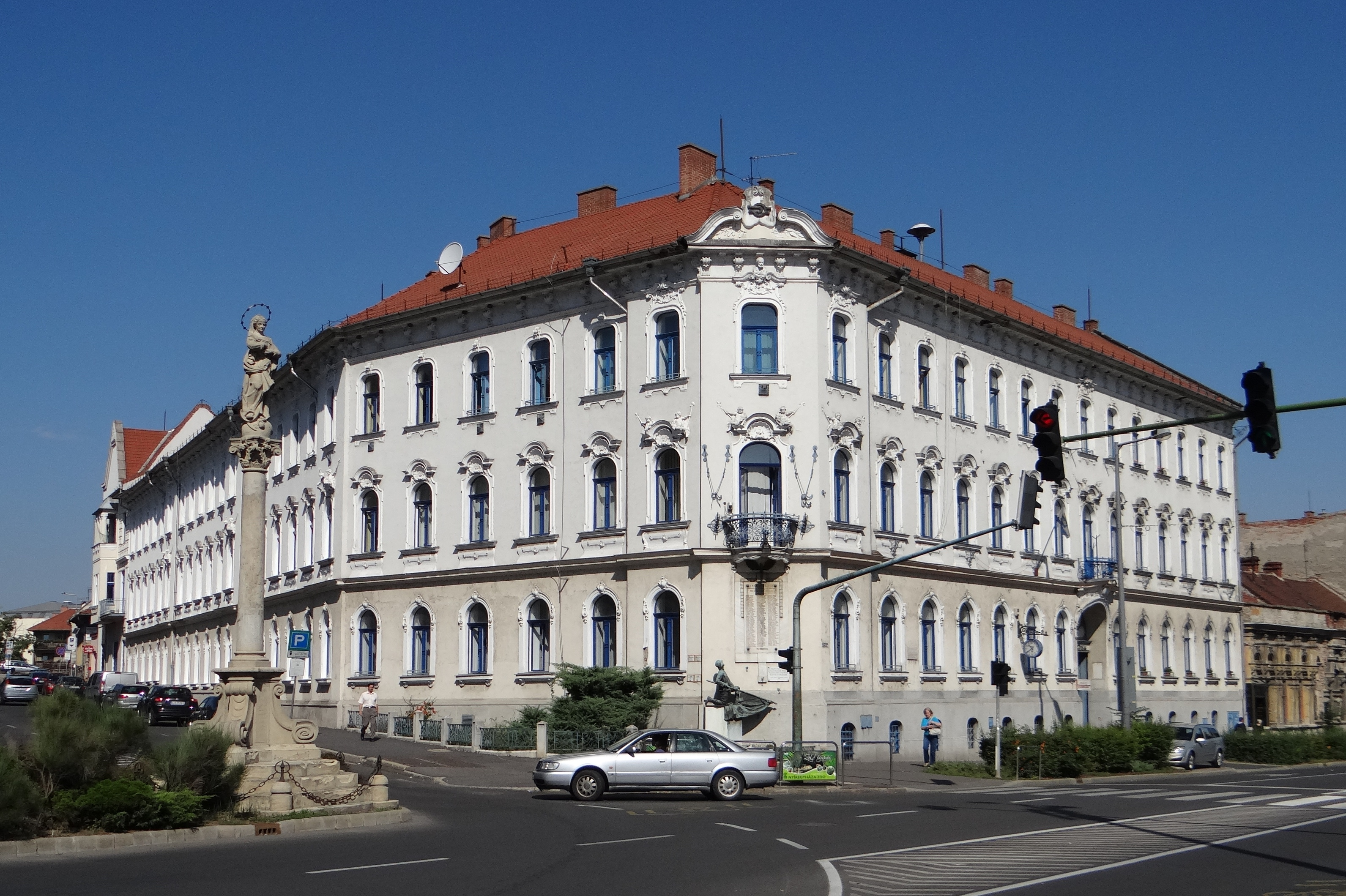
Siège des Chemins de Fer hongrois
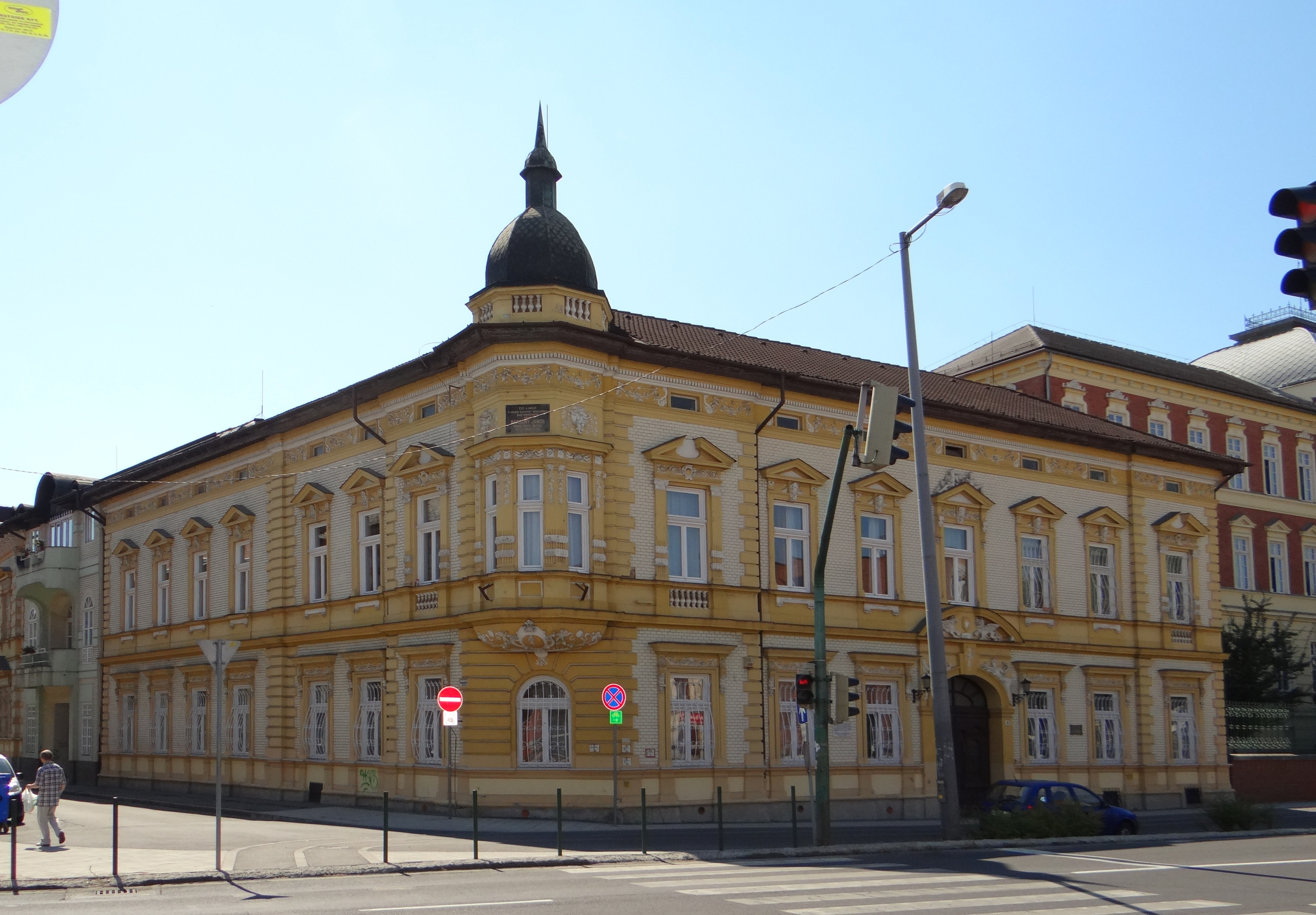
Maison Barsony
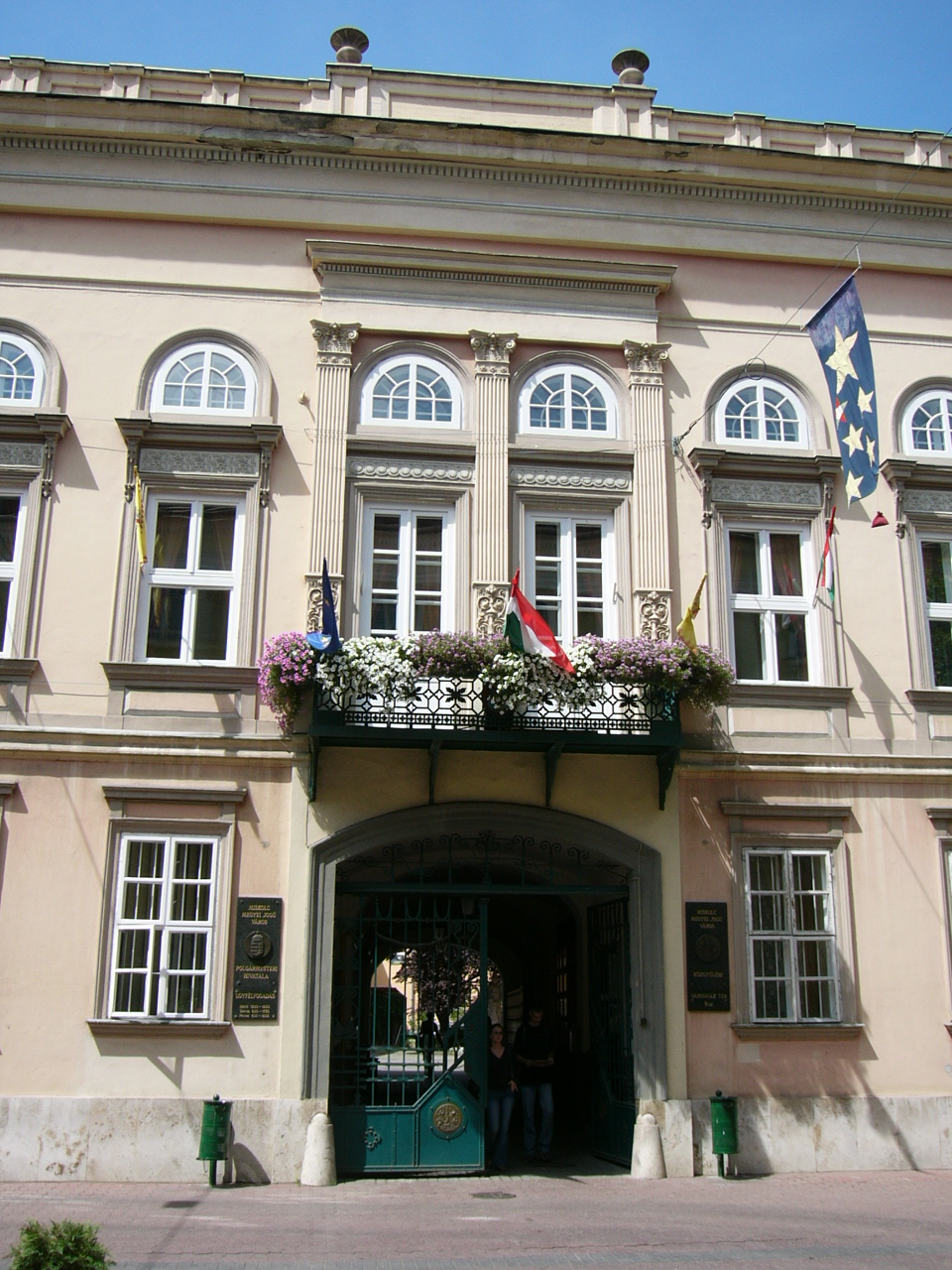
Hôtel de Ville
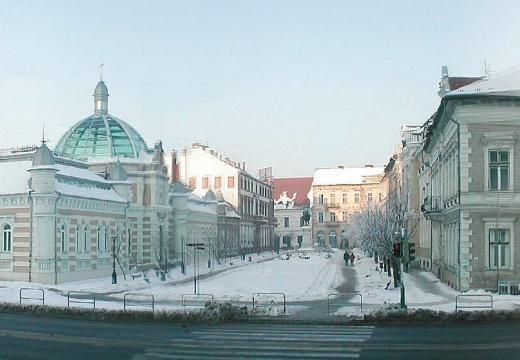
Place Kossuth

### Espaces et sites naturels
On peut également citer les Thermes troglodytiques de Miskolctapolca

## Relations internationales
La ville de Miskolc est jumelée avec :
| Ville | Ville          | Pays | Pays         | Période     |
| ----- | -------------- | ---- | ------------ | ----------- |
|       | Asan           |      | Corée du Sud |             |
|       | Aschaffenbourg |      | Allemagne    | depuis 1996 |
|       | Bourgas        |      | Bulgarie     |             |
|       | Cleveland      |      | États-Unis   |             |
|       | Dnipro         |      | Ukraine      |             |
|       | Katowice       |      | Pologne      |             |
|       | Kayseri        |      | Turquie      |             |
|       | Košice         |      | Slovaquie    |             |
|       | Kryvyï Rih     |      | Ukraine      | depuis 2016 |
|       | Ostrava        |      | Tchéquie     |             |
|       | Tampere        |      | Finlande     | depuis 1963 |
|       | Valenciennes   |      | France       |             |
|       | Vologda        |      | Russie       |             |

## Personnalités liées à la ville
- Déryné Róza Széppataki (1793-1872), cantatrice ;
- Péter Vályi (1919-1973), ministre des finances hongrois, mort pendant la visite de la fonderie Lénine à Miskolc le 18 septembre 1973 en tombant dans un haut fourneau contenant du fer fondu ;
- Dezső Gyarmati (1927-2013), joueur de water-polo, triple champion olympique ;
- Georges Feher (1929-2015), artiste peintre, est né à Miskolc ;
- László Bárczay (1936-2016), Grand maître international d'échecs, y est né ;
- Péter Marót (1947-2020), escrimeur et maître d'armes ;
- Győrgy Tatár (1952-), footballeur ;
- Attila Repka (1968-), champion olympique de lutte gréco-romaine ;
- Krisztián Veréb (1977-2020), kayakiste ;
- Judit Varga (1980-), juriste et femme politique, y est née également.